# 私寺
私寺（しじ）とは、律令政府（朝廷・国府）の主導によって建てられた官寺に対して、民間（貴族・豪族・一般民衆）によって建てられた仏教寺院を指す。ただし、もっと狭く捉えて貴族が建立した寺院のみを指す場合もある。

## 飛鳥・奈良時代
仏教伝来以来、その拡大とともに各地で寺院が建立された。勿論、当時は私寺が圧倒的であった。私寺に制約が設けられたのは、大宝律令で「僧尼令」が定められて僧尼が私に寺院や道場を建立する事を禁じて以後である。もっとも、それ以外の寺院建立は全く禁じられていなかったことから、貴族や豪族が氏寺を建立して僧を招いたり、僧尼のために民間が施主となって彼らの名義によって寺院や道場を建立することが行われていた。朝廷はこれを表向きは取締りの対象としたものの、鎮護国家を標榜する朝廷にとって仏教の布教につながる私寺建立を妨げることは一種の矛盾であり、実際にはほとんど規制されなかったと考えられている。行基や良弁が多くの寺院を建立できたのもこうした抜け道が存在したからであると考えられている。当時、朝廷は表向きにはこうした私寺を「道場」として扱って公式な寺院とは認めない態度を取った。

## 平安時代
私寺建立が本格的に規制されたのは宇佐八幡宮神託事件などの後を受けた延暦2年（783年）の太政官符による私寺建立の禁令であったと考えられている。
坂上田村麻呂が延暦17年（798年）に平安京の外れにあった自分の私寺に大規模な伽藍を建てた際にも問題とされたが、当時の平安京に官寺が少なかったことから、御願寺の資格を与えられることで官寺に準じた扱いを受けた。これが後の清水寺である。禁令は平安京においては平安時代を通じて一応の効力を保ち、貴族達も天皇より御願寺・定額寺としての許可を受けるか、既存寺院の別院としての設立許可を得た後に私寺を建立することとなっていた。だが、院政期に入ると、天皇や上皇が禁令を無視して積極的に私寺を建立するようになると、この禁令も形骸化し、貴族達もこれに倣った。中世に入ると「私寺」は貴族それぞれの家に付属する菩提寺のことのみを指すようになった。